# Politische Parteien in Gibraltar
Die folgende Liste der politischen Parteien in Gibraltar enthält die auf Gibraltar aktiven Parteien, die also bei der Wahl von 2023 oder der 2019 angetreten sind sowie historisch bedeutende, aber nicht mehr existierende Parteien.

## Zu den Parlamentswahlen 2023 und 2019 angetretene Parteien und Wahlbündnisse
| Name | Name                                                                     | Kürzel                      | Politische Ausrichtung                                 | Gegründet      | teilgenommene Wahlen                                                    | letzte Wahlergebnisse | Anmerkungen |
| ---- | ------------------------------------------------------------------------ | --------------------------- | ------------------------------------------------------ | -------------- | ----------------------------------------------------------------------- | --- | --- |
|      | Alliance - Gibraltar Socialist Labour Party - Liberal Party of Gibraltar | GSLP/Lib GSLP Libs oder LPG | sozialdemokratisch, liberal sozialdemokratisch liberal | 2000 1978 1991 | Wahl 2000 bis Wahl 2023 Wahl 1980 bis Wahl 2023 Wahl 1992 bis Wahl 2023 | 2023: 50,0 %/9 Sitze (2019: 52,5 %/10 Sitze) 2023: 35,4 %/7 Sitze (2019: 37,0 %/7 Sitze) 2023: 14,6 %/2 Sitze (2019: 15,5 %/3 Sitze) | gegründet durch Joe Bossano, Regierungspartei unter Joe Bossano und Fabian Picardo Mitglied bei LI und ALDE (assoziiert) |
|      | Gibraltar Social Democrats                                               | GSD                         | liberalkonservativ                                     | 1989           | Wahl 1992 bis Wahl 2023                                                 | 2023: 48,2 %/8 Sitze (2019: 25,6 %/6 Sitze)                                                                                          | Regierungspartei unter Peter Caruana                                                                                     |
|      | Together Gibraltar                                                       | TG                          | sozialliberal, ökologisch                              | 2018           | Wahl 2019                                                               | 2019: 20,5 %/1 Sitz | |

## Historische Parteien
| Name                                            | Kürzel | Gegründet | Aufgelöst | teilgenommene Wahlen                               | Anmerkungen                                                               |
| ----------------------------------------------- | ------ | --------- | --------- | -------------------------------------------------- | ------------------------------------------------------------------------- |
| Association for the Advancement of Civil Rights | AACR   | 1942      | 1991      | Wahl 1950 bis Wahl 1988                            | Regierungspartei unter Joshua Abraham Hassan und Adolfo Canepa            |
| Commonwealth Party                              | CWP    | 1956      | 1957      | Wahl 1956                                          |                                                                           |
| Democratic Party of British Gibraltar           | DPBG   | 1978      | 1984      | Wahl 1980 und Wahl 1984                            |                                                                           |
| Gibraltar Democratic Movement                   | GDM    | 1975      | 1978      | Wahl 1976                                          | 1978 ging die Partei in der neugegründeten GSLP auf                       |
| Gibraltar Labour Party                          | GLP    | 2001      | 2005      | Wahl 2003                                          | sozialdemokratisch/sozialistisch, ging in der GSD auf                     |
| Gibraltar Reform Party                          | GRP    | 2000      | 2005      | Wahl 2003                                          |                                                                           |
| Integration with Britain Party                  | IWBP   | 1967      | 1976      | Wahl 1969 und Wahl 1972                            | Regierungspartei unter Robert Peliza                                      |
| New Gibraltar Democracy                         | NGD    | 2005      |           | Wahl 2007 (Charles Gomez trat als Unabhängiger an) | christdemokratisch                                                        |
| Party for the Autonomy of Gibraltar             | PAG    | 1977      | 1980er    | Wahl 1980                                          | Der Parteigründer Joseph Triay trat als Unabhängiger bei der Wahl 1976 an |
| Progressive Democratic Party                    | PDP    | 2006      | 2013      | Wahl 2007 und Wahl 2011                            |                                                                           |

### Historische Politische Organisation
| Name        | Gegründet | Aufgelöst | teilgenommene Wahlen    | Anmerkungen                                                                               |
| ----------- | --------- | --------- | ----------------------- | ----------------------------------------------------------------------------------------- |
| Isola Group | 1969      | 1972      | Wahl 1969 und Wahl 1972 | Mitglieder nahmen als Unabhängige an den Wahlen teil; Partner der Regierung Robert Peliza |

## Sonstiges
- Gibraltar Conservatives: Zweig der britischen Conservative Party, nur bei Unterhauswahlen (und von 2004 bis 2019 Europawahlen) aktiv, unterstützt von den Gibraltar Social Democrats
- UKIP Gibraltar - Ein Zweig der UK Independence Party, die gegründet wurde, um die UKIP bei den Europawahlen zu fördern, und ursprünglich die Parlamentswahlen 2015 in Gibraltar bestreiten sollte